# Jean-Louis Aubert (Musiker)

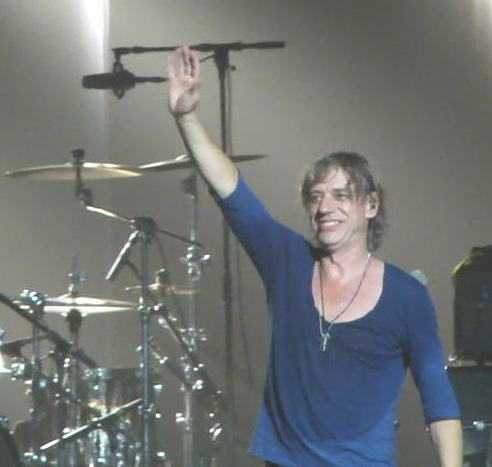
Jean-Louis Aubert (2011)

Jean-Louis Aubert (* 12. April 1955 in Nantua, Département Ain) ist ein französischer Sänger und Komponist.

## Leben
Zu Beginn seiner musikalischen Karriere war er Mitglied der Gruppe Sémolina, in der er Richard Kolinka kennenlernte, der dort Schlagzeuger war. Daniel Roux spielte den Bass. Mit der Gruppe Sémolina nahm Aubert eine Single auf, die im Sommer 1976 bei WEA erschien. Auf der A-Seite war Et j'y vais déjà zu hören (geschrieben und gesungen von Daniel Roux) und auf der B-Seite fand sich der Titel Plastic rocker, der von Aubert geschrieben und gesungen wurde (es handelte sich dabei um seine Gesangspremiere).
Mit Richard Kolinka, Corine Marienneau und Louis Bertignac gründete er 1976 die Gruppe Téléphone. Die Gründung erfolgte während eines Gigs, da Richard Kolinka für ein Konzert seiner Gruppe einen Saal gemietet hatte, die Gruppe sich aber spontan entschied, nicht zu erscheinen. So spielten Téléphone dann vor 600 Personen. Zwischen 1976 und 1986 nahm die Gruppe fünf Studioalben auf, hatte großen Erfolg und spielte unter anderem als Vorband der Rolling Stones.
Die Trennung von Téléphone 1986 war zugleich die Geburtsstunde von Bertignac et les visiteurs und Aubert'n'Ko. Aubert nahm mit seiner neuen Gruppe ein Album auf, das 1987 erschien.
Obwohl Aubert im Allgemeinen mit den gleichen Musikern zusammenarbeitete, nahm man ihn im Folgenden als Solokünstler wahr. Zwischen 1992 und 2001 nahm er vier Alben auf. Für das Filmdrama Le dernier pour la route aus dem Jahr 2009 schrieb er die Filmmusik.

## Diskografie
mit Sémolina
- Plastic Rocker (45 tours) (1976)

mit Téléphone
- Téléphone / Anna (1977)
- Crache ton venin (1979)
- Au cœur de la nuit (1980)
- Dure limite (1982)
- Un autre monde (1984)
- Téléphone le live (en public) (1986)
- Paris ’81 (en public) (2000)

mit Aubert’n’Ko
- Plâtre et ciment (1987, FR: Gold)

### Alben
- Bleu Blanc Vert (1989, FR: Gold)
- H (1992, FR: ×2Doppelgold )
- Une page de tournée (en public) (1994, FR: Gold)

| Jahr | Titel                                           | Höchstplatzierung, Gesamtwochen, AuszeichnungChartplatzierungen (Jahr, Titel, Platzierungen, Wochen, Auszeichnungen, Anmerkungen) | Höchstplatzierung, Gesamtwochen, AuszeichnungChartplatzierungen (Jahr, Titel, Platzierungen, Wochen, Auszeichnungen, Anmerkungen) | Höchstplatzierung, Gesamtwochen, AuszeichnungChartplatzierungen (Jahr, Titel, Platzierungen, Wochen, Auszeichnungen, Anmerkungen) | Anmerkungen                                          | [↑]: gemeinsam behandelt mit vorhergehendem Eintrag; [←]: in beiden Charts platziert |
| Jahr | Titel                                           | FR | BEW | CH | Anmerkungen                                          |                                                                                      |
| ---- | ----------------------------------------------- | --- | --- | --- | ---------------------------------------------------- | ------------------------------------------------------------------------------------ |
| 1997 | Stockholm                                       | FR2 Gold · (8 Wo.)FR | BEW43 (1 Wo.)BEW | — |                                                      |                                                                                      |
| 1998 | Concert privé M6                                | FR13 (11 Wo.)FR | — | — |                                                      |                                                                                      |
| 2001 | Comme un accord                                 | FR9 ×2Doppelgold · (82 Wo.)FR | BEW35 (3 Wo.)BEW | — | Charteinstieg BE: 2006                               |                                                                                      |
| 2003 | Comme on a dit                                  | FR— GoldFR | BEW19 (15 Wo.)BEW | CH62 (3 Wo.)CH | Erstveröffentlichung: 27. Oktober 2003 Best-of-Album |                                                                                      |
| 2005 | Idéal standard                                  | FR3 Platin · (81 Wo.)FR | BEW20 (43 Wo.)BEW | CH73 (2 Wo.)CH | Erstveröffentlichung: 14. November 2005              |                                                                                      |
| 2009 | Premières prises                                | FR16 (46 Wo.)FR | BEW47 (5 Wo.)BEW | — | Erstveröffentlichung: 20. März 2009                  |                                                                                      |
| 2010 | Roc-éclair                                      | FR2 ×3Dreifachplatin · (106 Wo.)FR                                                                                                | BEW10 (70 Wo.)BEW | CH53 (8 Wo.)CH | Erstveröffentlichung: 29. November 2010              |                                                                                      |
| 2012 | Live = vivant                                   | FR8 Platin · (21 Wo.)FR | BEW11 (36 Wo.)BEW | — | Erstveröffentlichung: 16. November 2012              |                                                                                      |
| 2014 | Aubert chante Houellebecq – Les parages du vide | FR2 Platin · (37 Wo.)FR | BEW3 (35 Wo.)BEW | CH41 (4 Wo.)CH | Erstveröffentlichung: 14. April 2014                 |                                                                                      |
| 2019 | Refuge                                          | FR5 Platin · (61 Wo.)FR | BEW7 (29 Wo.)BEW | CH22 (8 Wo.)CH | Erstveröffentlichung: 15. November 2019              |                                                                                      |
| 2020 | Mon refuge                                      | — | BEW153 (1 Wo.)BEW | — | Erstveröffentlichung: 4. Dezember 2020               |                                                                                      |
| 2024 | Pafini                                          | FR3 Gold · (30 Wo.)FR | BEW3 (9 Wo.)BEW | CH31 (2 Wo.)CH | Erstveröffentlichung: 20. September 2024             |                                                                                      |
| 2024 | Pa(encore)fini[FR: ↑]                           | FR3 Gold · (30 Wo.)FR | BEW173 (1 Wo.)BEW[CH: ↑] | CH31 (2 Wo.)CH | Erstveröffentlichung: 6. Dezember 2024               |                                                                                      |

### Singles
| Jahr | Titel Album                                   | Höchstplatzierung, Gesamtwochen, AuszeichnungChartplatzierungen (Jahr, Titel, Album, Platzierungen, Wochen, Auszeichnungen, Anmerkungen) | Höchstplatzierung, Gesamtwochen, AuszeichnungChartplatzierungen (Jahr, Titel, Album, Platzierungen, Wochen, Auszeichnungen, Anmerkungen) | Höchstplatzierung, Gesamtwochen, AuszeichnungChartplatzierungen (Jahr, Titel, Album, Platzierungen, Wochen, Auszeichnungen, Anmerkungen) | Anmerkungen                                   |
| Jahr | Titel Album                                   | FR | BEW | CH | Anmerkungen                                   |
| ---- | --------------------------------------------- | --- | --- | --- | --------------------------------------------- |
| 1992 | Temps à nouveau H                             | FR34 (13 Wo.)FR | — | — |                                               |
| 2001 | Alter ego Comme un accord                     | FR31 (20 Wo.)FR | — | — | Erstveröffentlichung: 26. November 2001       |
| 2002 | Commun accord Comme un accord                 | FR78 (8 Wo.)FR | — | — | Erstveröffentlichung: 16. April 2002          |
| 2002 | Milliers, millions, milliards Comme un accord | FR88 (5 Wo.)FR | — | — | Erstveröffentlichung: 12. November 2002       |
| 2003 | Sur la route –                                | FR29 (21 Wo.)FR | BEW18 (22 Wo.)BEW | CH76 (7 Wo.)CH | Erstveröffentlichung: 5. Mai 2003 mit Raphaël |
| 2005 | Parle-moi Idéal standard                      | FR29 (14 Wo.)FR | — | — |                                               |
| 2006 | Ailleurs Idéal standard                       | FR51 (18 Wo.)FR | — | — |                                               |
| 2008 | Il y a longtemps que je t’aime –              | FR35 (23 Wo.)FR | — | — |                                               |
| 2009 | Amoureuse –                                   | — | BEW28 (1 Wo.)BEW | — | mit St Pier, Willem & Segara                  |
| 2010 | Demain sera parfait Roc-éclair                | FR55 (9 Wo.)FR | BEW41 (2 Wo.)BEW | — | Erstveröffentlichung: 18. Oktober 2010        |
| 2011 | Puisses-tu Roc-éclair                         | FR100 (2 Wo.)FR | — | — | Erstveröffentlichung: 21. Februar 2011        |

grau schraffiert: keine Chartdaten aus diesem Jahr verfügbar
Weitere Singles
- À ceux qui passent (2007)
- Maintenant je reviens (2011)
- Marcelle (2012)
- Les lépidoptères (2012)
- Vingt ans (2012)
- A l’eau (2012)
- Isolement (2014)
- Voilà, ce sera toi (2014)
- Manu (2014)

### Videoalben
| Jahr | Titel                          | Höchstplatzierung, Gesamtwochen, AuszeichnungChartplatzierungen (Jahr, Titel, Platzierungen, Wochen, Auszeichnungen, Anmerkungen) | Höchstplatzierung, Gesamtwochen, AuszeichnungChartplatzierungen (Jahr, Titel, Platzierungen, Wochen, Auszeichnungen, Anmerkungen) | Höchstplatzierung, Gesamtwochen, AuszeichnungChartplatzierungen (Jahr, Titel, Platzierungen, Wochen, Auszeichnungen, Anmerkungen) | Anmerkungen |
| Jahr | Titel                          | FR | BEW | CH | Anmerkungen |
| ---- | ------------------------------ | --- | --- | --- | ----------- |
| 2008 | Un tour sur moi-même avec vous | FR— ×3DreifachplatinFR | — | CH5 (3 Wo.)CH |             |

Weitere Videoalben
- Comme on a fait (2003, FR: ×3Dreifachplatin )
- Ideal Tour (2007, FR: ×3Dreifachplatin )
- Live = vivant (2012, FR: ×3Dreifachplatin )

## Filmmusik (Auswahl)
- 2008: So viele Jahre liebe ich dich (Il y a longtemps que je t‘aime)
- 2009: Le dernier pour la route
- 2013: Eifersucht (La jalousie)
- 2015: Im Schatten der Frauen (L‘ombre des femmes)
- 2017: Liebhaber für einen Tag (L‘amant d‘un jour)
- 2020: Das Salz der Tränen (Le sel des larmes)